# Louis Agassiz
Jean Louis Rodolphe Agassiz (Môtier, Suiza, 28 de mayo de 1807-Cambridge, Estados Unidos, 14 de diciembre de 1873) fue un naturalista, especialista en anatomía comparada, paleontólogo, glaciólogo, y geólogo suizo, experto en el estudio comparado de los peces -fundamento de la ictiología- y el análisis del movimiento de los glaciares.
Agassiz es recordado principalmente por su trabajo sobre las glaciaciones, pero también por ser uno de los grandes zoólogos que se opuso a la teoría de la evolución de Charles Darwin, convirtiéndose en uno de los principales defensores del fijismo en Estados Unidos. Como anatomista comparativo, su gran contribución consistió en el establecimiento de un "triple paralelismo" entre las series sistemática, paleontológica y embriológica.

## Biografía académica

### Juventud y formación
Louis Agassiz nació en Môtier (actualmente parte de Haut-Vully, cantón de Friburgo, Suiza). Educado al principio en su residencia familiar, pasa después cuatro años en una escuela secundaria de Bienne y completa sus estudios elementales en la academia de Lausana.
Entre 1824 y 1826 realiza estudios de Medicina en la Universidad de Zúrich, al amparo de Heinrich Rudolf Schinz (1777–1861). Entre 1826 y 1827 continúa su formación médica en la universidad de Heidelberg, donde descubre la paleontología gracias a Heinrich Georg Bronn (1800-1862) y la anatomía comparada gracias a un antiguo estudiante de Schinz, Friedrich Tiedemann (1781-1861). Entre 1827 y 1830 continúa sus estudios en la universidad de Múnich donde sigue los cursos de Lorenz Oken (1779-1851) y del herpetólogo Johann Georg Wagler (1800-1832).
Obtiene el grado de doctor en Filosofía en 1829 en Erlangen y en 1830, su doctorado en Medicina. A continuación se instala en París, donde, bajo la tutela de Alexander von Humboldt y Georges Cuvier se adentra en la geología y la zoología. Hasta esta época no presta especial atención a la ictiología, que acabaría convirtiéndose en su ocupación principal.

### Primeros trabajos

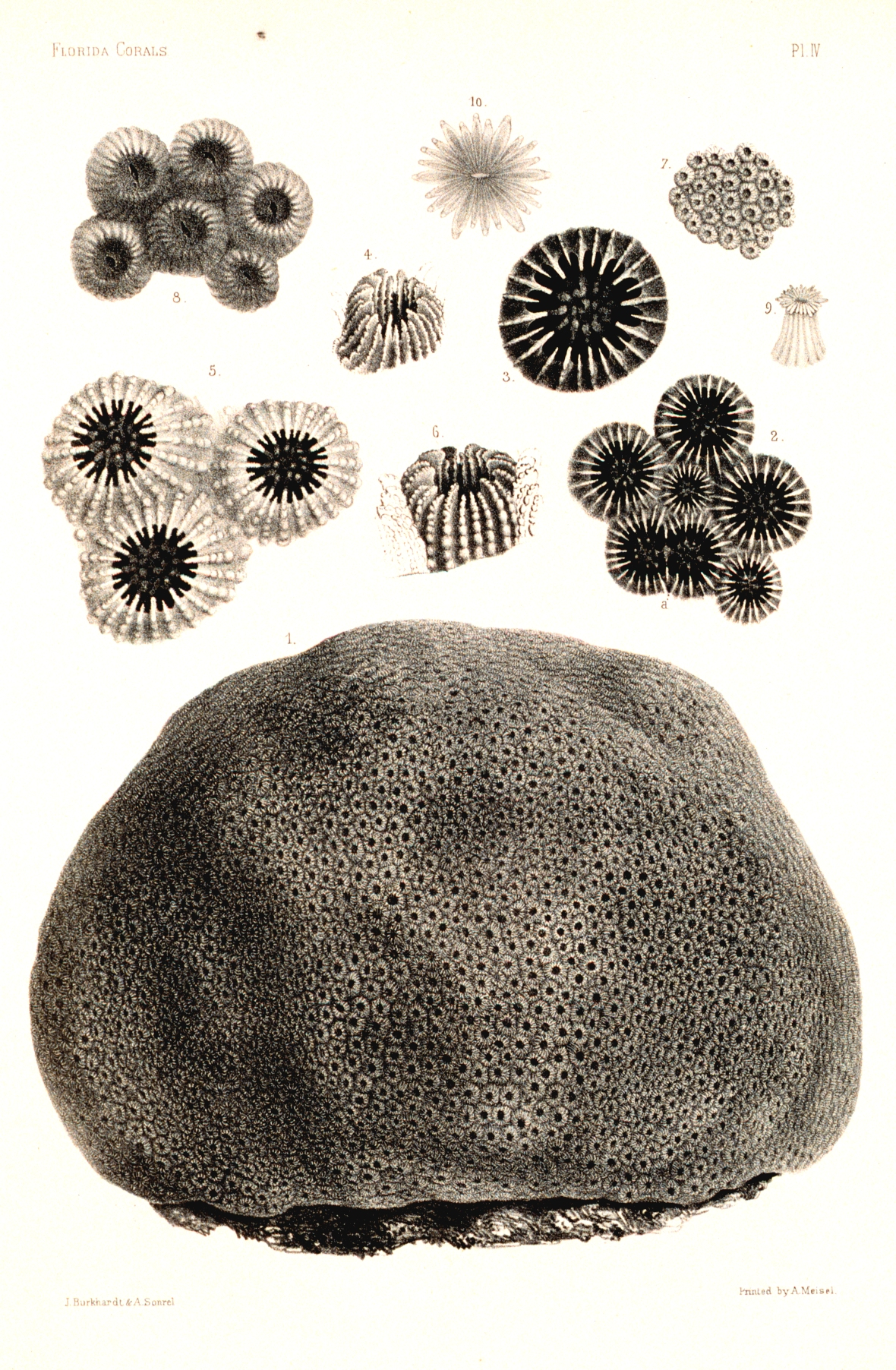
Orbicella annularis Dana. En: "Report on the Florida Reefs", 1880, de Louis Agassiz. Memoirs of the Museum of Comparative Zoology at Harvard College, Vol. VII, N.º 1. Lámina IV.

Entre 1819 y 1820, Johann Baptist von Spix (1781-1826) y Carl Friedrich Philipp von Martius (1794-1868) realizan una expedición a Brasil durante la cual recopilan, entre otras, una colección de peces de agua dulce procedentes principalmente del Amazonas. Al morir poco tiempo después (1826), Spix no tiene tiempo de estudiar todos los especímenes, y Agassiz, aunque acababa de terminar sus estudios, es elegido por Martius para sucederlo. Agassiz se entrega a este trabajo con el entusiasmo que le caracterizó hasta el fin de su carrera. Completa su tarea y publica sus resultados en 1829. A lo largo del año siguiente continúa este trabajo a través de una investigación de la historia de los peces encontrados en el lago de Neuchâtel. Este mismo año, publica una versión reducida de la Historia de los peces de agua dulce de Europa Central. La versión definitiva se publica en 1839 y es completada en 1842.
En 1832, Agassiz es nombrado profesor de Historia Natural en la Universidad de Neuchâtel. Pronto los peces fósiles atraen su atención. En la época, los fósiles contenidos en las pizarras del cantón de Glaris y las rocas sedimentarias del Monte Bolca eran conocidos, pero apenas habían sido estudiados. Desde 1829, Agassiz prevé la publicación de los trabajos que harán que se le reconozca como una autoridad en este dominio. Cinco volúmenes de sus Investigaciones sobre los peces fósiles aparecen entre 1833 y 1843, ilustrados por Joseph Dikel.
Agassiz se da cuenta de que sus descubrimientos paleontológicos exigen una nueva clasificación de los peces. Los fósiles encontrados presentan raramente tejidos blandos e incluso los huesos están mal conservados; a menudo se trata de dientes, escamas y aletas. De ahí que Agassiz se decida por una clasificación en cuatro grupos basados en la naturaleza de las escamas y otros apéndices dérmicos.
A medida que los trabajos de Agassiz progresan, se hace evidente que sus limitados recursos financieros suponen un freno importante a su investigación. Finalmente, recibe ayuda de la Asociación Británica para el Avance de la Ciencia. Por otro lado, el conde de Ellesmere —Lord Francis Egerton— le compra los 1290 dibujos originales para presentarlos a la Sociedad Geológica de Londres, que en 1839 le concede la Medalla Wollaston. En 1838 es elegido miembro de la Royal Society. A lo largo de este tiempo, se interesa por los invertebrados. En 1837 publica el avance de una monografía sobre las especies contemporáneas y fósiles de equinodermos, de la que la primera parte aparece en 1838; las secciones dedicadas a los equinodermos fósiles suizos aparecen entre 1839 y 1840; y entre 1840 y 1845 los Estudios críticos sobre los moluscos fósiles.
Antes de su primera visita a Inglaterra en 1834, los trabajos de Hugh Miller y de otros geólogos sacan a la luz los fósiles contenidos en la Arenisca Roja Antigua (Old Red Sandstone) del nordeste de Escocia. Los fósiles revelan varios géneros de peces hasta entonces desconocidos. Interesado por estos raros especímenes, Agassiz escribe, entre 1844 y 1845, Monographie des poissons fossiles du Vieux Gres Rouge, ou Systeme Devonien (Old Red Sandstone) des Iles Britanniques et de Russie [Monografía de los peces fósiles de la Arenisca Roja Antigua, o Sistema Devónico de las islas británicas y Rusia].

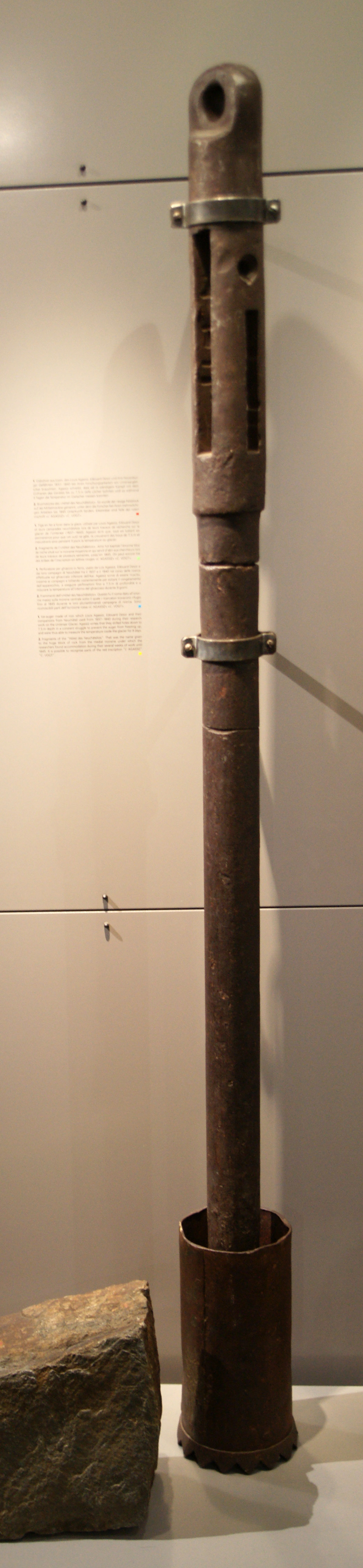
Muestreador usado por Agassiz para perforar agujeros de hasta 75 dm de profundidad en el Glaciar Unteraar y tomar su temperatura.

## Las glaciaciones
En 1837 Agassiz es el primero en proponer científicamente la existencia de una era glacial en el pasado terrestre. Con él, Horace-Bénédict de Saussure, Ignaz Venetz, Jean de Charpentier y otros estudiaron los glaciares de los Alpes. Agassiz no solo realizó varios viajes a los Alpes en compañía de Charpentier, sino que llegó incluso a construirse una cabaña en el glaciar de Aar donde vivió con el fin de estudiar la estructura y los movimientos del hielo. Fruto de sus investigaciones, en 1840 aparecen sus Estudios sobre los glaciares, donde describe los movimientos de los glaciares, sus morrenas, su influencia en el desplazamiento y la erosión de las rocas y la formación de las estrías y las rocas amontonadas observadas en los paisajes alpinos. Agassiz no solo acepta la idea de Charpentier, según la cual los glaciares se extendieron a lo largo del valle de Aar y del río Ródano, sino que va más lejos y concluye que Suiza ha sido en un pasado relativamente reciente una especie de Groenlandia; en lugar de varios glaciares que se habrían extendido por los valles, un vasto mar de hielo con origen en los Alpes habría recubierto todo el noroeste de Suiza, hasta el Jura.
Familiarizado con los fenómenos asociados con el movimiento de los glaciares, Agassiz está listo para el descubrimiento que hace en 1840 con William Buckland. Visitan las montañas de Escocia y encuentran en diversos emplazamientos índices de antigua actividad glaciar. Este descubrimiento se anunció en la Sociedad Geológica de Londres en varias comunicaciones. Los distritos montañosos de Inglaterra, de Gales y de Irlanda son también considerados como centros de formación glaciar y Agassiz señala que «grandes campos glaciares, parecidos a los de Groenlandia, han recubierto todos los países en los que encontramos grava no estratificada y que ésta es producida por la abrasión de los glaciares sobre las rocas subyacentes.

## Agassiz en Estados Unidos
Entre 1842 y 1846 Agassiz publica su Nomenclator zoologicus, una clasificación minuciosa con referencias de todos los nombres empleados en biología para el género y la especie. Gracias a la ayuda del rey de Prusia, Agassiz cruza el Atlántico con el doble objetivo de estudiar la historia natural y la zoología de los Estados Unidos y de dar un curso de zoología bajo la invitación de J. A. Lowell, en el Lowell Institute, en Boston (Massachusetts). Las ventajas financieras y de investigación que se le presentan le deciden a instalarse en EE. UU., donde permanecerá hasta el final de su vida. En 1847 es nombrado profesor de Zoología y Geología de la Universidad de Harvard y en 1852 acepta un puesto de anatomía comparada en Charlestown (Massachusetts), pero dimite después de dos años. A partir de esta fecha su trabajo científico disminuye, pero alcanza una profunda influencia a través de su magisterio a futuros grandes científicos como David Starr Jordan (1851-1931), Joel Asaph Allen (1838-1921), Joseph Le Conte (1823-1901), Nathaniel Southgate Shaler (1841-1906), Alpheus Spring Packard (1839-1905), Temple Prime (1832-1905), su hijo Alexander Emanuel Agassiz (1835-1910), Charles Frédéric Girard (1822-1895), Frederic Ward Putnam (1829-1915), Samuel Garman (1843-1927) o Samuel Hubbard Scudder (1837-1911).
No obstante, Agassiz continúa escribiendo. Publica cuatro volúmenes de Historia natural de los Estados Unidos (Natural History of the United States) (1857-1862) y un catálogo de artículos de su campo predilecto —Bibliographia Zoologiae et Geologiae— en cuatro volúmenes (1848-1854). En 1861 recibe la Medalla Copley, la más alta distinción de la Royal Society.
A lo largo de la década de los sesenta su salud empeora y decide volver al trabajo de campo tanto para relajarse como para continuar sus estudios sobre los peces brasileños. Así, en abril de 1865 dirige una expedición a Brasil. A su vuelta en 1866 escribe «Un viaje en Brasil» (A Journey in Brazil), publicado dos años más tarde. En 1871 visita las costas del Atlántico y del Pacífico del sur de América del Norte.
En los últimos años de su vida, Agassiz trabaja en el establecimiento de una escuela permanente donde la zoología puede ser estudiada en vivo. En 1873 un filántropo, John Anderson, le dona la isla de Penikese en la bahía de Buzzard (Massachusetts), así como 50 000 dólares para crear la escuela John Anderson. Esta cierra poco después de la muerte de Agassiz, pero es considerado como el precursor del cercano Instituto de Oceanografía (Woods Hole Oceanographic Institution). Así mismo, Agassiz colaboró en la creación del Museo de Anatomía Comparada, en Cambridge (Massachusetts), que a su muerte recibirá su colección privada.

## Obra

### Fijismo y catastrofismo
Agassiz se opuso a la evolución de las especies, defendiendo una visión fijista, catastrofista y creacionista de la historia de la Tierra. Para Agassiz, principal exponente de la teoría de las creaciones sucesivas, los datos paleontológicos revelaban largos períodos estables separados por grandes revoluciones en las que se producía el cambio de unas especies a otras, debido a la intervención divina.

### Racismo científico
Como seguidor de Samuel George Morton y su Escuela estadounidense de Antropología, defendió las tesis poligenistas, según las cuales las diversas razas humanas se habrían originado por separado, sin ningún tronco o antecesor común. Con el tiempo, Agassiz llegaría a considerar a los distintos grupos raciales como especies distintas y muy diferentes entre sí, y a los individuos de raza negra como inferiores por naturaleza.

## Publicaciones
- Selecta Genera et Species Piscium (1829)
- Recherches sur les poissons fossiles vols. 1-5 (1833–1843)
- Monographies d'échinodermes, vivans et fossiles (1838-1842) doi:10.5962/bhl.title.1833
- Mémoire sur les moules de mollusques vivans et fossiles (1839) doi:10.5962/bhl.title.1915
- Histoire des poissons d'eau douce en Europe centrale
- Recherches sur les poissons fossiles (1833-1843)
- History of the Freshwater Fishes of Central Europe (1839-1842)
- Études sur les glaciers (1840)
- Études critiques sur les mollusques fossiles (1840-1845)
- Nomenclator Zoologicus - De l'espèce et de la classification en zoologie- (1842-1846)
- Monographie des poissons fossiles du Vieux Grès Rouge, ou Système Dévonien (Old Red Sandstone) des Îles Britanniques et de Russie (1844-1845)
- Bibliographia Zoologiae et Geologiae (1848)
- Principles of Zoology for the use of Schools and Colleges con A. A. Gould (Boston, 1848)
- Lake Superior: Its Physical Character, Vegetation and Animals, compared with those of other and similar regions (Boston: Gould, Kendall and Lincoln, 1850)
- Natural History of the United States (1847-1862)
- An Essay on Classification (1859)
- A Journey in Brazil (1868)
  - 2.ª ed. (1868) doi:10.5962/bhl.title.19243 doi:10.5962/bhl.title.1787 doi:10.5962/bhl.title.4342
  - 6.ª ed. (1869) doi:10.5962/bhl.title.4437
  - 8.ª ed. (1871) doi:10.5962/bhl.title.4418
- De l'espèce et de la classification en zoologie (1869) doi:10.5962/bhl.title.21409
- Der Schöpfungsplan. Vorlesungen über die natürlichen Grundlagen der Verwandtschaft unter den Thieren. Ed. C. G. Giebel. Leipzig 1875 (póstumo; conferencias celebradas en la Univ. de Harvard en la primavera de 1873)

## Honores

### Epónimos
Géneros
Flora
- (Asteraceae) Agassizia Gray & Engelm.[5]
- (Onagraceae) Agassizia Spach[6]
- (Scrophulariaceae) Agassizia Chav.[7]

Fauna
- (Crambidae) Agassiziella Yoshiyasu 1989[8]
- (Prenasteridae) Agassizia Gakkai

Especies vegetales
- (Oxalidaceae) Oxalis agassizi Rose[9]

- La abreviatura «Agassiz» se emplea para indicar a Louis Agassiz como autoridad en la descripción y clasificación científica de los vegetales.[10]

## Abreviatura (zoología)
La abreviatura Agassiz  se emplea para indicar a Louis Agassiz como autoridad en la descripción y taxonomía en zoología.